# Amanahyphes
Amanahyphes is een geslacht van haften (Ephemeroptera) uit de familie Leptohyphidae.

## Soorten
Het geslacht Amanahyphes omvat de volgende soorten:
- Amanahyphes saguassu